# Kasia Smutniak

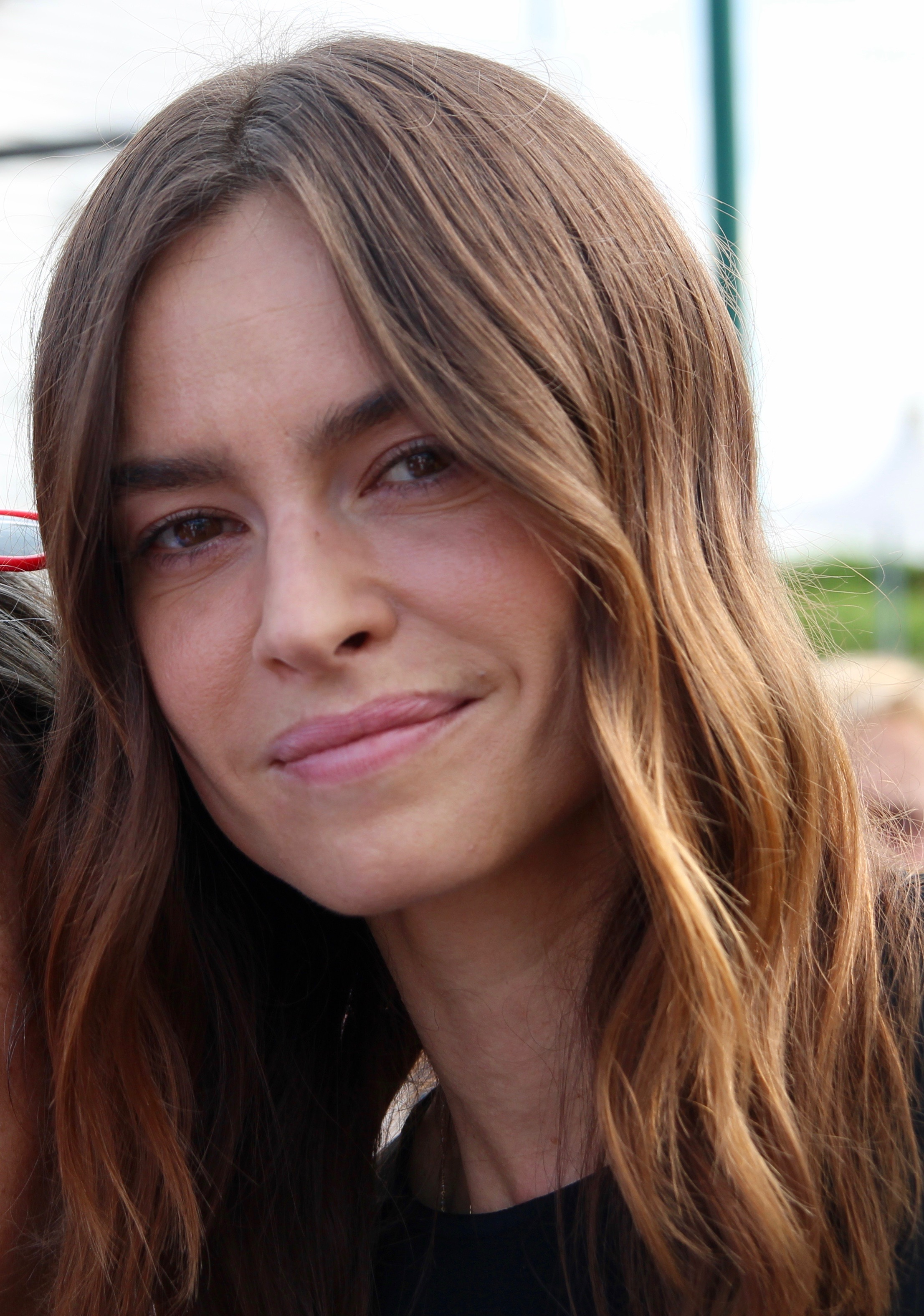
Kasia Smutniak (2018)

Katarzyna Anna „Kasia“ Smutniak (* 13. August 1979 in Piła) ist eine polnische Schauspielerin und ein Model. Sie ist vorwiegend in Italien tätig.

## Leben und Karriere
Kasia Smutniak begann ihre Modelkarriere im Alter von 15 Jahren. 
Einem größeren Publikum wurde Smutniak 2010 in der Rolle der Caroline neben John Travolta und Jonathan Rhys Meyers im Action-Thriller From Paris with Love bekannt. Für ihre Rolle in dem 2019 veröffentlichten Film Slodki koniec dnia erhielt sie beim Polnischen Filmpreis eine Nominierung als Beste Nebendarstellerin.
2012 wurde Smutniak als Moderatorin für die Eröffnungs- und Abschlusszeremonie der 69. Internationalen Filmfestspiele von Venedig ausgewählt.
Am 4. September 2004 brachte Smutniak in Rom eine Tochter zur Welt. Vater des Kindes war ihr langjähriger Freund, der italienische Schauspielkollege Pietro Taricone, der am 29. Juni 2010 an den Folgen eines gescheiterten Fallschirmsprungs verstarb. Neben ihrer Muttersprache spricht sie außerdem fließend Russisch, Englisch und Italienisch.

## Filmografie (Auswahl)
- 2000: Al momento giusto
- 2002: Haker
- 2004: Ultimo 3 – L'infiltrato (Fernsehfilm)
- 2004: Bruderkrieg – Jeder Freund ist auch dein Feind (Radio West)
- 2004: Ora e per sempre
- 2004: 13dici a tavola
- 2006: Im Zeichen des Drachen (La moglie cinese, Fernseh-Miniserie, 4 Episoden)
- 2007: Giuseppe Moscati: L'amore che guarisce (Fernsehfilm)
- 2007: Questa è la mia terra vent'anni dopo (Fernsehserie, 2 Episoden)
- 2007: Nelle tue mani
- 2008: Stilles Chaos (Caos calmo)
- 2008: Rino Gaetano – Ma il cielo è sempre più blu (Fernsehfilm)
- 2008: Carnera – Der Grösste Boxer Aller Zeiten! (Carnera: The Walking Mountain)
- 2009: Tutta colpa di Giuda
- 2009: Goal 3 – Das Finale (Goal III: Taking on the World)
- 2009: Barbarossa
- 2010: From Paris with Love
- 2010: La passione
- 2010: Clash of Civilization Over an Elevator in Piazza Vittorio (Scontro di civiltà per un ascensore a Piazza Vittorio)
- 2012: Die vierte Macht
- 2013: Tutti contro tutti
- 2013: Willkommen, Herr Präsident! (Benvenuto Presidente!)
- 2013: In Treatment (Fernsehserie, 8 Episoden)
- 2013: Volare – La grande storia di Domenico Modugno
- 2014: Caserta Palace Dream (Kurzfilm)
- 2014: Fasten Your Seatbelts (Allacciate le cinture)
- 2014: Il commissario De Luca (Fernsehserie, Episode 1x01)
- 2015: Das Dekameron (Maraviglioso Boccaccio)
- 2015: Limbo (Fernsehfilm)
- 2016: Perfect Strangers (Perfetti sconosciuti)
- 2017: Moglie e marito
- 2018: Made in Italy
- 2018: Loro – Die Verführten (Loro)
- 2018: La profezia dell'armadillo
- 2018: Il ragazzo più felice del mondo
- 2018: La prima pietra
- 2019: Dolce Fine Giornata
- 2019: (Nie)znajomi
- 2020: Die fantastische Reise des Dr. Dolittle (Dolittle)
- 2020: Devils (Fernsehserie, 10 Episoden)
- 2021–2023: Domina (Fernsehserie, 14 Episoden)
- 2021: 3/19
- 2022: Der Kolibri – Chronik einer Liebe (Il colibrì)
- 2022: Pantafa

## Auszeichnungen
- 2021: Leopard Club Award des Locarno Film Festivals[4]